# Sick (Beartooth)
Sick è l'EP di debutto del gruppo musicale statunitense Beartooth, pubblicato gratuitamente il 26 luglio 2013 dalla Red Bull Records e successivamente reso disponibile per l'acquisto il 20 agosto successivo.
Anticipato dal singolo I Have a Problem, l'EP contiene quattro brani precedentemente scritti e registrati interamente dal solo Caleb Shomo, a cui poi si sono aggiunti gli altri componenti dei Beartooth.

## Tracce
Testi e musiche di Caleb Shomo.
1. I Have a Problem – 3:59
2. Go Be the Voice – 4:03
3. Pick Your Poison – 3:48
4. Set Me on Fire – 3:30

## Formazione
- Caleb Shomo – voce, chitarra elettrica, basso, batteria, produzione, missaggio, mastering